# Communauté de communes de l’Atrébatie
Die Communauté de communes de l’Atrébatie war ein französischer Gemeindeverband mit der Rechtsform einer Communauté de communes im Département Pas-de-Calais in der Region Hauts-de-France. Sie wurde am 21. Dezember 1998 gegründet und umfasste 27 Gemeinden. Der Verwaltungssitz befand sich im Ort Tincques.

## Historische Entwicklung
Am 1. Januar 2017 wurde der Gemeindeverband mit Teilen der Communauté de communes La Porte des Vallées und der Communauté de communes des Deux Sources zur neuen Communauté de communes des Campagnes de l’Artois zusammengelegt.

## Ehemalige Mitgliedsgemeinden
1. Agnières
2. Ambrines
3. Aubigny-en-Artois
4. Avesnes-le-Comte
5. Bailleul-aux-Cornailles
6. Berles-Monchel
7. Béthonsart
8. Camblain-l’Abbé
9. Cambligneul
10. Capelle-Fermont
11. Chelers
12. Frévillers
13. Frévin-Capelle
14. Hermaville
15. Izel-lès-Hameau
16. Magnicourt-en-Comte
17. Maizières
18. Manin
19. Mingoval
20. Noyelle-Vion
21. Penin
22. Savy-Berlette
23. Tilloy-lès-Hermaville
24. Tincques
25. Villers-Brûlin
26. Villers-Châtel
27. Villers-Sir-Simon